# Blues Brothers 2000
Blues Brothers 2000 är en amerikansk långfilm från 1998 i regi av John Landis. Filmen är en uppföljare till The Blues Brothers från 1980.

## Handling
Elwood (Dan Aykroyd) återvänder från fängelset och får reda på att Jake (John Belushi) är död. Han får senare till uppgift att sköta om en tioårig pojke vid namn Buster och för att tjäna pengar måste Elwood återförena bandet Blues Brothers, med några nya medlemmar, och färdas ut på ett nytt "Uppdrag från Gud".

## Rollista (urval)
- Dan Aykroyd – Elwood Blues
- John Goodman – Mighty Mack McTeer
- Joe Morton – Cab Chamberlain
- Nia Peeples – Lieutenant Elizondo
- Kathleen Freeman – Mother Mary Stigmata
- J. Evan Bonifant – Buster Blues
- Frank Oz – Warden
- Erykah Badu – Queen Mousette
- Donald "Duck" Dunn – sig själv
- Paul Shaffer – Marco/sig själv
- B.B. King – Malvern Gasperone

### Musikaliska gäster
- Erykah Badu – Queen Mousette
- Blues Traveler – sig själva
- Lonnie Brooks – sig själv
- Eddie Floyd – Ed
- Aretha Franklin – Mrs. Murphy
- James Brown – Pastor Cleophus James
- Jonny Lang – vaktmästare
- Sam Moore – Pastor Morris
- Wilson Pickett – Mr. Pickett
- Junior Wells – himself